# Projekt Mohole
Projekt Mohole byl neúspěšný pokus o dosažení Mohorovičićovy diskontinuity vrtáním mořského dna.
Po zahájení v roce 1961 byla vytvořena metoda dynamického polohování vrtných lodí, další postup však narážel na organizační a technické obtíže. Projekt byl zastaven roku 1966 v hloubce 601 stop (183 m). Myšlenka projektu Mohole vedla k projektům, jako je NSF's Deep Sea Drilling Project (1968–1983), Ocean Drilling Program (1985–2004), pokusy vrtat do mimořádných hloubek pokračují. Od roku 2013 probíhá International Ocean Discovery Program (IODP).